# Elsaute
Elsaute is een plaats in de Belgische provincie Luik. De parochie ligt deels op het grondgebied van Clermont, nu een deelgemeente van Thimister-Clermont, en deels op het grondgebied van Hendrik-Kapelle, nu een deelgemeente van Welkenraedt.
Het dorp ligt vlak bij de N3 van Luik naar Aken. Sinds het begin van de jaren '60 van de 20e eeuw werd het echter in twee gesneden door de Koning Boudewijnsnelweg en sinds 2001 ook door de lijn van de hogesnelheidstrein.

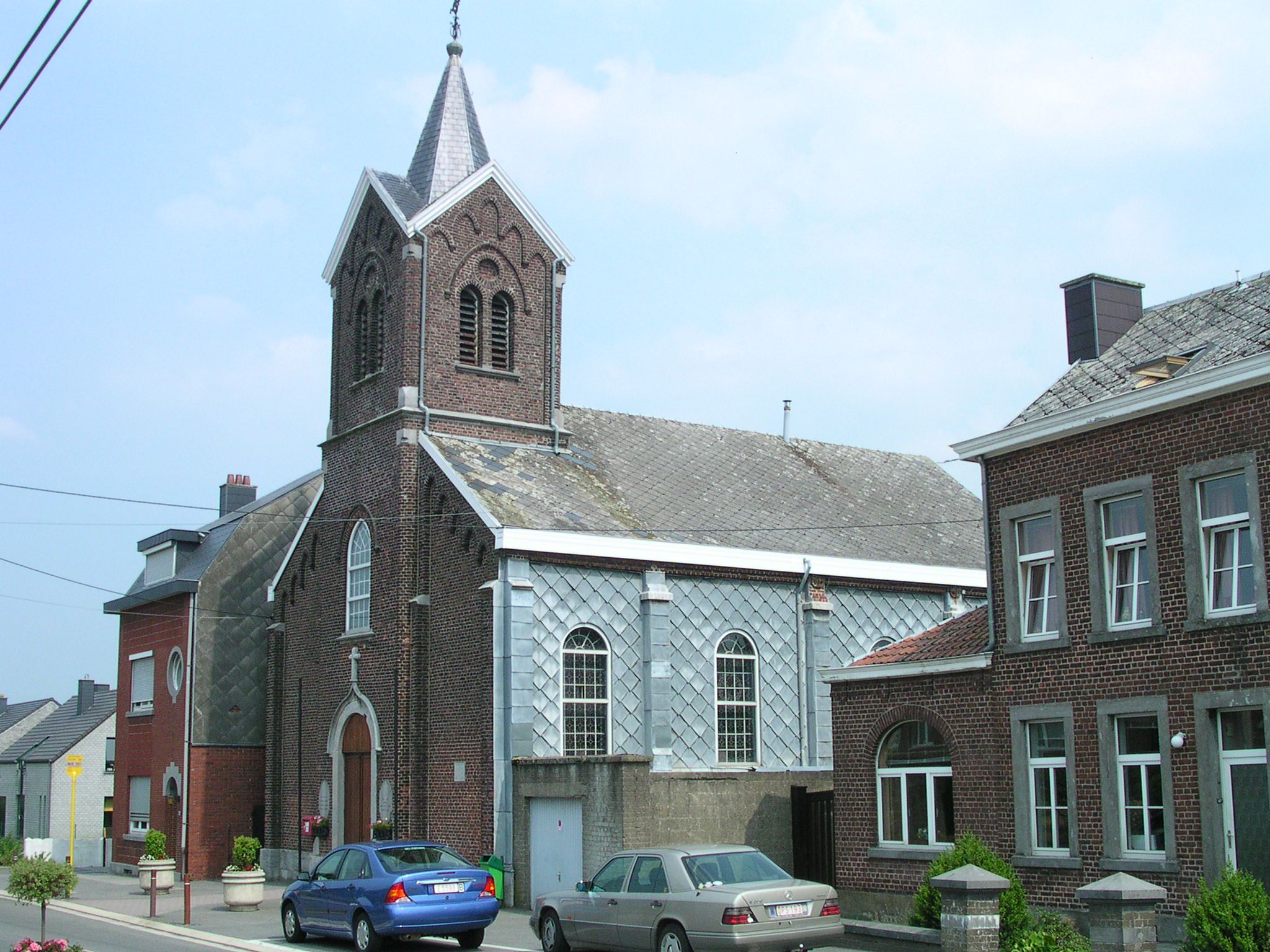
Sint-Rochuskerk

## Bezienswaardigheden
- Sint-Rochuskerk

## Natuur en landschap
Elsaute ligt in het Land van Herve op een hoogte van ongeveer 300 meter. De directe aanwezigheid van de N3 en de A3 met daarlangs een hogesnelheidsspoorlijn (met de Tunnel van Elsaute) en, ten westen van het dorp, een zeer grootschalig bedrijventerrein (Les Plenesses), maakt dat de omgeving weinig rust  kent, hoewel het dorp klein is gebleven.

## Sport
In Elsaute speelt de voetbalclub Etoile Elsautoise, die in 2023 naar de nationale reeksen (D3 ACFF) promoveerde.

## Nabijgelegen kernen
Clermont, Andrimont, Bilstain